# Shred - Snowboard Radical
Shred é um filme canadense cômico que foi lançado no dia 3 de abril de 2009 em Portugal.

## Sinopse
Dois snowboarders, a partir dos anos 90, chamado Max (Dave England) e Eddy (Jason Bothe) que tentam ganhar dinheiro com o fantástico crescimento do snowboard, iniciando sua própria escola. Na esperança de recuperar sua antiga glória, eles começam por compartilhar sua sabedoria maluca com um grupo de snowboarders jovens. A história leva-los a partir da execução no morro de esqui onde cresceu para um grande evento, um dos maiores resorts do país.
A dupla se enfrentam o Kingsley Brown (Tom Green), um representante da Associação das empresas de snowboard, desprezível e arqui-inimigo para Max e Eddy. Com a ajuda de Sphynx (Shane Meier), o seu braço direito, define a arruinar as ambições de Max e Eddy, por qualquer meio necessário.

## Elenco
- Tom Green como Kingsley Brown
- Dave England como Max, arquirrival de Kingsley
- Jason Bothe como Eddy o Yeti, sócio de Max
- Amber Borycki como Tracy
- Alain Chanoine como Juice
- Lindsay Maxwell como Lisa
- Juan Riedinger como K-Dog, um profissional de snowboard que tenta se juntar à equipe de Max e Eddy
- Kyle Labine como Mikey, melhor amigo de K-Dog e também um profissional de snowboard
- Shane Meier como Sphinx, braço direito de Kingsley
- Patrick Gilmore como Lennox

## Ligação externas
- (português) Shred - Snowboard Radical[ligação inativa]